# Estación de Vicálvaro (Metro de Madrid)
Vicálvaro es una estación de la línea 9 del Metro de Madrid situada bajo la intersección del paseo de los Artilleros, la avenida de Daroca y la calle de San Cipriano, en el distrito de Vicálvaro. La estación abrió al público el 1 de diciembre de 1998.

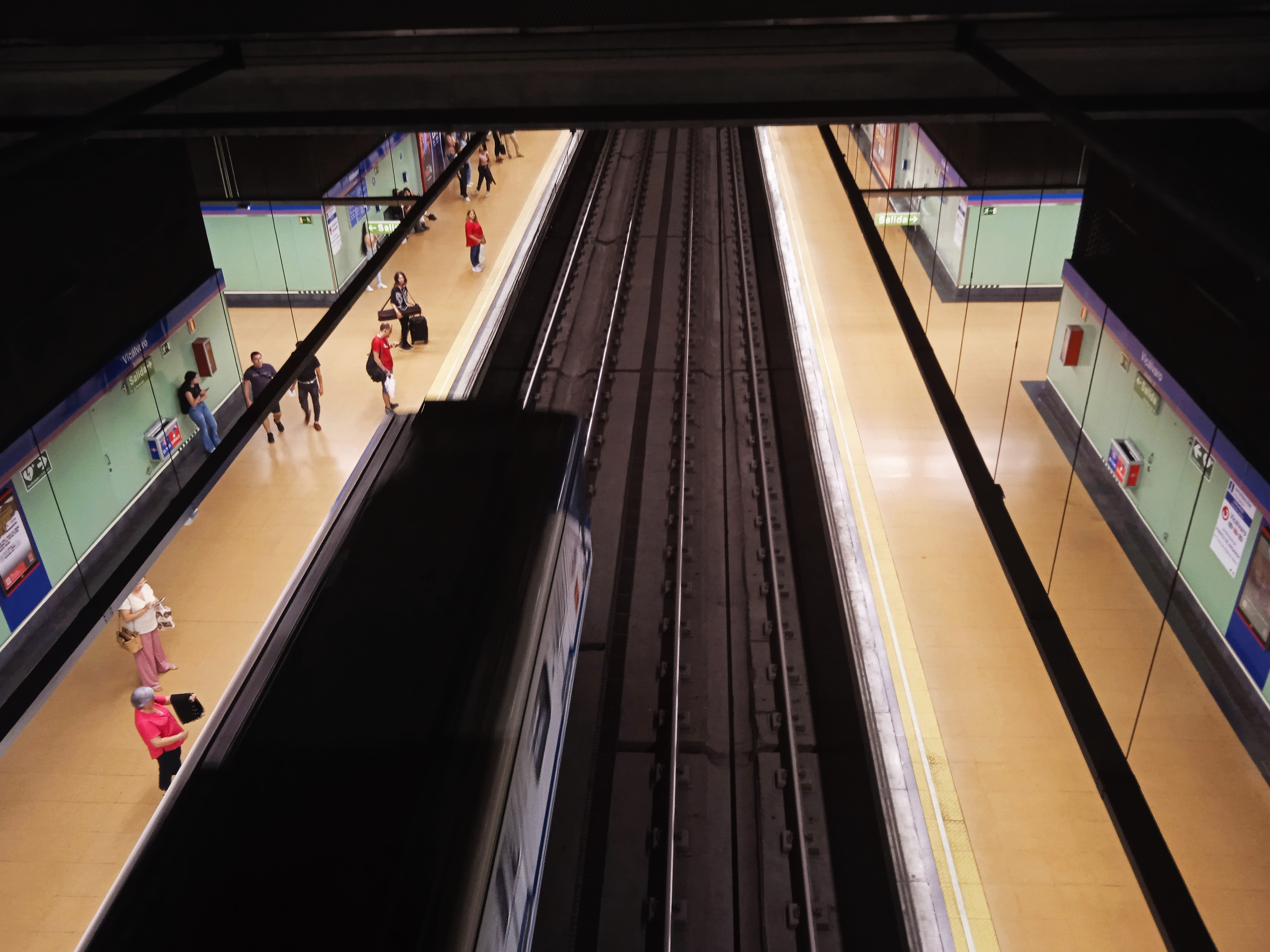
Andén de la Estación de Vicálvaro

## Accesos
Vestíbulo Vicálvaro
- Pº Artilleros, impares Pº Artilleros, 33 (Centro Comercial Vicálvaro)
- Pº Artilleros, pares Pº Artilleros, s/n (Universidad Rey Juan Carlos)
- Ascensor Pº Artilleros, s/n

## Líneas y conexiones

### Metro
| << cabecera   | < estación    | línea | estación >   | cabecera >>                                         |
| ------------- | ------------- | ----- | ------------ | --------------------------------------------------- |
| Paco de Lucía | Valdebernardo |       | San Cipriano | Arganda del Rey Cambio de tren en Puerta de Arganda |

### Autobuses
| Diurnos   |                   |                                                 |
| Línea     | Destino           | Parada                                          |
| 100       | Valderrivas       | 1067 AVENIDA DE DAROCA-CAMPUS UNIVERSITARIO     |
| 4         | Ciudad Lineal     | 1074 METRO VICÁLVARO (C/ San Cipriano-C.C.)     |
| 106       | Manuel Becerra    | 1074 METRO VICÁLVARO (C/ San Cipriano-C.C.)     |
| E3        | Felipe II         | 1074 METRO VICÁLVARO (C/ San Cipriano-C.C.)     |
| E5        | Manuel Becerra    | 1074 METRO VICÁLVARO (C/ San Cipriano-C.C.)     |
| 4         | Puerta de Arganda | 4546 METRO VICÁLVARO (C/ San Cipriano-C.C.)     |
| 106       | Vicálvaro         | 4546 METRO VICÁLVARO (C/ San Cipriano-C.C.)     |
| E3        | Valderrivas       | 4546 METRO VICÁLVARO (C/ San Cipriano-C.C.)     |
| E5        | El Cañaveral      | 4546 METRO VICÁLVARO (C/ San Cipriano-C.C.)     |
| 100       | Moratalaz         | 4565 METRO VICÁLVARO (Pº Artilleros-Av. Daroca) |
| 130       | Villaverde Alto   | 4566 VICÁLVARO (Pº Artilleros, 35)              |
| Nocturnos |                   |                                                 |
| Línea     | Destino           | Parada                                          |
| N7        | Plaza de Cibeles  | 1074 METRO VICÁLVARO (C/ San Cipriano-C.C.)     |
| N7        | Vicálvaro         | 4546 METRO VICÁLVARO (C/ San Cipriano-C.C.)     |

| Diurnos   |                                                                |                                             |                           |
| Línea     | Destino                                                        | Parada                                      | Operador                  |
| 287       | Madrid (Alsacia)                                               | 1074 SAN CIPRIANO-Pº ARTILLEROS (N.º 11)    | Avanza Movilidad Integral |
| 287       | Coslada (Barrio de la Estación)                                | 4546 SAN CIPRIANO-Pº ARTILLEROS (N.º 10)    | Avanza Movilidad Integral |
| Nocturnos |                                                                |                                             |                           |
| Línea     | Destino                                                        | Parada                                      | Operador                  |
| N203      | Madrid (Ciudad Lineal)                                         | 1074 SAN CIPRIANO-Pº ARTILLEROS (N.º 11)    | Avanza Movilidad Integral |
| N203      | Coslada-San Fernando de Henares-Velilla de San Antonio/Loeches | 4546 SAN CIPRIANO-Pº ARTILLEROS (Número 10) | Avanza Movilidad Integral |